# Paraguay en la Copa Mundial de Fútbol de 2006
La selección de Paraguay fue uno de los 32 países participantes de la Copa Mundial de Fútbol de 2006, realizada en Alemania. En el año 2006, con el uruguayo Aníbal "Maño" Ruiz como director técnico, Paraguay llegaba a su tercer Mundial consecutivo -todo un récord entonces- luego de clasificar -en la penúltima fecha- en la cuarta posición de la fase eliminatoria sudamericana (nuevamente, igual que en 2002).
Tras clasificar a segunda fase (octavos de final) en los últimos mundiales consecutivos de Francia 1998 y Corea-Japón 2002, Paraguay apostaba a superar su marca anterior; no olvidando también la reciente proeza al ganar una medalla de plata en el torneo de fútbol en los Juegos Olímpicos de Atenas 2004.  
En el sorteo realizado el 6 de diciembre de 2005, la selección paraguaya quedó colocado en el Grupo B junto a Inglaterra, Suecia y Trinidad y Tobago. Sin embargo, este mundial acabó siendo considerado un fracaso al tener que retornar a casa más temprano de lo pensado, quedando eliminados en Fase de grupos. 
En el primer partido ante los ingleses, la suerte no estuvo a favor de los guaraníes: un tiro libre de David Beckham a los 6', sería desviado de cabeza por Carlos Gamarra quien anotaría un autogol, que resultaría en el único tanto del encuentro, y dos minutos después, el equipo sufriría la pérdida del arquero Justo Villar -de lo que restaba del Mundial- luego de lesionarse. Conscientes de que Suecia sería su principal rival para la clasificación, Paraguay intentó ganar el encuentro pero no pudo mejorar el mediocre desempeño demostrado en el primer partido. Cuando parecía que el partido terminaría sin goles, el escandinavo Fredrik Ljungberg anotaría para su equipo casi al final del partido, sobre los 89', dejando así a Paraguay sin chances de clasificar a octavos de final, quedando eliminada.
Ya eliminada, Paraguay jugó contra la debutante Trinidad y Tobago, quien lucharía por la remota posibilidad de clasificar con una victoria, mas la superioridad sudamericana quedó demostrada y Paraguay se despidió del Mundial con una victoria por 2:0: el primer gol fue autogol, y lo marcó Sancho. El segundo tanto fue obra de Nelson Cuevas (quien se convertía en el máximo goleador de Paraguay en los mundiales con tan solo 3 tantos).

## Clasificación
Las eliminatorias rumbo al mundial Alemania 2006 se llevaron a cabo entre septiembre de 2003 al octubre de 2005. La selección paraguaya obtiene su clasificación el 8 de octubre de 2005, al vencer a la Selección de Venezuela por 1:0 como visitante, en la ciudad de Maracaibo, obteniendo de esta forma su clasificación en la penúltima fecha de las eliminatorias, sumando así 28 puntos y finalizando posteriormente en la cuarta posición.
Algunos datos relevantes durante el proceso de clasificación es el hat trick (3 goles en 1 partido) convertido por José Saturnino Cardozo contra la selección de Uruguay de local, el 10 de septiembre de 2003, finalizando el partido 4:1. Además, el mismo jugador estuvo entre los más goleadores de las eliminatorias (con 7 goles, al igual que el argentino  Hernán Crespo) y por debajo del brasileño Ronaldo con 10 goles.
La efectividad de Paraguay en los partidos de estas eliminatorias como local ha sido bastante superior (74,07%), mientras que de visitante ha sido regular (29,63%).

### Partidos

#### Ronda 1
| Fecha                    | Lugar        |           |                      | Resultado |                             |           |
| ------------------------ | ------------ | --------- | -------------------- | --------- | --------------------------- | --------- |
| 6 de septiembre de 2003  | Lima         | Perú      | Bandera de Perú      | 4:1 (2:1) | Bandera de Paraguay         | Paraguay  |
| 10 de septiembre de 2003 | Asunción     | Paraguay  | Bandera de Paraguay  | 4:1 (1:1) | Bandera de Uruguay          | Uruguay   |
| 15 de noviembre de 2003  | Asunción     | Paraguay  | Bandera de Paraguay  | 2:1 (1:0) | Bandera de Ecuador          | Ecuador   |
| 18 de noviembre de 2003  | Santiago     | Chile     | Bandera de Chile     | 0:1 (0:1) | Bandera de Paraguay         | Paraguay  |
| 31 de marzo de 2004      | Asunción     | Paraguay  | Bandera de Paraguay  | 0:0       | Bandera de Brasil           | Brasil    |
| 1 de junio de 2004       | La Paz       | Bolivia   | Bandera de Bolivia   | 2:1 (1:1) | Bandera de Paraguay         | Paraguay  |
| 6 de junio de 2004       | Buenos Aires | Argentina | Bandera de Argentina | 0:0       | Bandera de Paraguay         | Paraguay  |
| 5 de septiembre de 2004  | Asunción     | Paraguay  | Bandera de Paraguay  | 1:0 (0:0) | Bandera de Venezuela (1930) | Venezuela |
| 9 de octubre de 2004     | Barranquilla | Colombia  | Bandera de Colombia  | 1:1 (1:0) | Bandera de Paraguay         | Paraguay  |

#### Ronda 2
| Fecha                   | Lugar        |           |                             | Resultado |                      |           |
| ----------------------- | ------------ | --------- | --------------------------- | --------- | -------------------- | --------- |
| 13 de octubre de 2004   | Asunción     | Paraguay  | Bandera de Paraguay         | 1:1 (1:0) | Bandera de Perú      | Perú      |
| 17 de noviembre de 2004 | Montevideo   | Uruguay   | Bandera de Uruguay          | 1:0 (0:0) | Bandera de Paraguay  | Paraguay  |
| 27 de marzo de 2005     | Quito        | Ecuador   | Bandera de Ecuador          | 5:2 (2:2) | Bandera de Paraguay  | Paraguay  |
| 30 de marzo de 2005     | Asunción     | Paraguay  | Bandera de Paraguay         | 2:1 (1:0) | Bandera de Chile     | Chile     |
| 5 de junio de 2005      | Porto Alegre | Brasil    | Bandera de Brasil           | 4:1 (2:1) | Bandera de Paraguay  | Paraguay  |
| 8 de junio de 2005      | Asunción     | Paraguay  | Bandera de Paraguay         | 4:1 (2:1) | Bandera de Bolivia   | Bolivia   |
| 3 de septiembre de 2005 | Asunción     | Paraguay  | Bandera de Paraguay         | 1:0 (1:0) | Bandera de Argentina | Argentina |
| 8 de octubre de 2005    | Maracaibo    | Venezuela | Bandera de Venezuela (1930) | 0:1 (0:0) | Bandera de Paraguay  | Paraguay  |
| 11 de octubre de 2005   | Asunción     | Paraguay  | Bandera de Paraguay         | 0:1 (0:1) | Bandera de Colombia  | Colombia  |

### Posiciones
| Equipo       | Pts | PJ | PG | PE | PP | GF | GC | Dif |
| ------------ | --- | -- | -- | -- | -- | -- | -- | --- |
| 1. Brasil    | 34  | 18 | 9  | 7  | 2  | 35 | 17 | +18 |
| 2. Argentina | 34  | 18 | 10 | 4  | 4  | 29 | 17 | +12 |
| 3. Ecuador   | 28  | 18 | 8  | 4  | 6  | 23 | 19 | +4  |
| 4. Paraguay  | 28  | 18 | 8  | 4  | 6  | 23 | 23 | 0   |
| 5. Uruguay   | 25  | 18 | 6  | 7  | 5  | 23 | 28 | -5  |
| 6. Colombia  | 24  | 18 | 6  | 6  | 6  | 24 | 16 | +8  |
| 7. Chile     | 22  | 18 | 5  | 7  | 6  | 18 | 22 | -4  |
| 8. Venezuela | 18  | 18 | 5  | 3  | 10 | 20 | 28 | -8  |
| 9. Perú      | 18  | 18 | 4  | 6  | 8  | 20 | 28 | -8  |
| 10. Bolivia  | 14  | 18 | 4  | 2  | 12 | 20 | 37 | -17 |

| L\V                  | Bandera de Argentina | Bandera de Bolivia | Bandera de Brasil | Bandera de Chile | Bandera de Colombia | Bandera de Ecuador | Bandera de Paraguay | Bandera de Perú | Bandera de Uruguay | Bandera de Venezuela |
| Bandera de Argentina |                      | 3:0                | 3:1               | 2:2              | 1:0                 | 1:0                | 0:0                 | 2:0             | 4:2                | 3:2                  |
| Bandera de Bolivia   | 1:2                  |                    | 1:1               | 0:2              | 4:0                 | 1:2                | 2:1                 | 1:0             | 0:0                | 3:1                  |
| Bandera de Brasil    | 3:1                  | 3:1                |                   | 5:0              | 0:0                 | 1:0                | 4:1                 | 1:0             | 3:3                | 3:0                  |
| Bandera de Chile     | 0:0                  | 3:1                | 1:1               |                  | 0:0                 | 0:0                | 0:1                 | 2:1             | 1:1                | 2:1                  |
| Bandera de Colombia  | 1:1                  | 1:0                | 1:2               | 1:1              |                     | 3:0                | 1:1                 | 5:0             | 5:0                | 0:1                  |
| Bandera de Ecuador   | 2:0                  | 3:2                | 1:0               | 2:0              | 2:1                 |                    | 5:2                 | 0:0             | 0:0                | 2:0                  |
| Bandera de Paraguay  | 1:0                  | 4:1                | 0:0               | 2:1              | 0:1                 | 2:1                |                     | 1:1             | 4:1                | 1:0                  |
| Bandera de Perú      | 1:3                  | 4:1                | 1:1               | 2:1              | 0:2                 | 2:2                | 4:1                 |                 | 0:0                | 0:0                  |
| Bandera de Uruguay   | 1:0                  | 5:0                | 1:1               | 2:1              | 3:2                 | 1:0                | 1:0                 | 1:3             |                    | 0:3                  |
| Bandera de Venezuela | 0:3                  | 2:1                | 2:5               | 0:1              | 0:0                 | 3:1                | 0:1                 | 4:1             | 1:1                |                      |

### Evolución de la Posición
| Equipo / Fecha | 1 | 2 | 3 | 4 | 5 | 6 | 7 | 8 | 9 | 10 | 11 | 12 | 13 | 14 | 15 | 16 | 17 | 18 |
| -------------- | - | - | - | - | - | - | - | - | - | -- | -- | -- | -- | -- | -- | -- | -- | -- |
| Paraguay       | 9 | 7 | 4 | 1 | 2 | 4 | 4 | 3 | 3 | 3  | 4  | 4  | 4  | 4  | 4  | 4  | 3  | 4  |

## Preparación

### Enfrentamientos amistosos previos al Mundial
La selección paraguaya ha disputado siete partidos amistosos al terminar las eliminatorias y antes de iniciar el Mundial (entre finales del 2005 y hasta mediados del 2006), de cara a prepararse para la próxima cita mundialista, cosechando en este periodo 3 victorias, 3 empates y 1 derrota. 
| Fecha                   | Lugar    |          |                     | Resultado |                      |           |
| ----------------------- | -------- | -------- | ------------------- | --------- | -------------------- | --------- |
| 11 de noviembre de 2005 | Teherán  | Paraguay | Bandera de Paraguay | 4:2 (1:2) | Bandera de Togo      | Togo      |
| 13 de noviembre de 2005 | Teherán  | Paraguay | Bandera de Paraguay | 1:0 (1:0) | Bandera de Macedonia | Macedonia |
| 1 de marzo de 2006      | Cardiff  | Paraguay | Bandera de Paraguay | 0:0       | Bandera de Gales     | Gales     |
| 29 de marzo de 2006     | Chicago  | Paraguay | Bandera de Paraguay | 1:2 (1:1) | Bandera de México    | México    |
| 24 de mayo de 2006      | Oslo     | Paraguay | Bandera de Paraguay | 2:2 (0:1) | Bandera de Noruega   | Noruega   |
| 27 de mayo de 2006      | Århus    | Paraguay | Bandera de Paraguay | 1:1 (1:0) | Bandera de Dinamarca | Dinamarca |
| 31 de mayo de 2006      | Dornbirn | Paraguay | Bandera de Paraguay | 1:0 (1:0) | Bandera de Georgia   | Georgia   |

## Participación

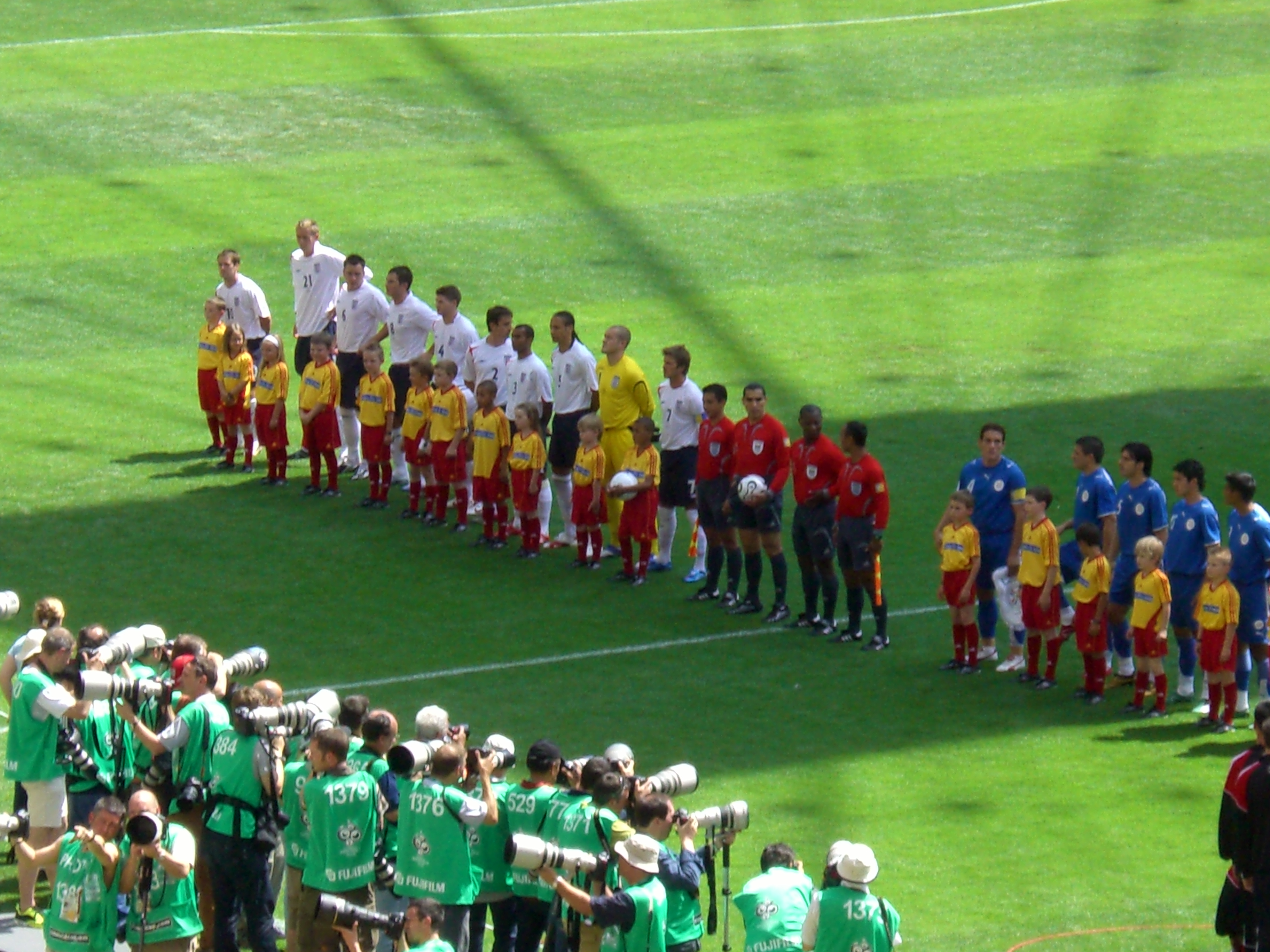
Paraguay en su partido inicial ante Inglaterra en el Mundial Alemania 2006.

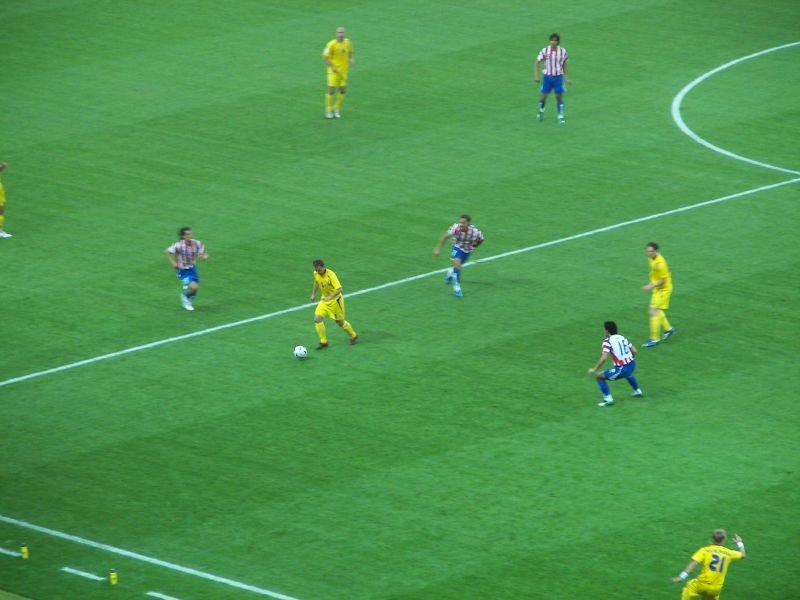
Paraguay ante Suecia, en su segundo partido del mundial.

Paraguay quedó colocado en el Grupo B nuevamente (al igual que el Mundial 2002), esta vez junto a Inglaterra, Suecia y Trinidad y Tobago. Este mundial acabó siendo considerado un fracaso al tener que retornar a casa más temprano de lo pensado, pues en los dos últimos mundiales consecutivos que había ido Paraguay, había clasificado a los octavos de final al menos.
Las derrotas contra Inglaterra (0:1, con autogol de Carlos Gamarra y la posterior pérdida del arquero Justo Villar a pocos minutos de iniciado el partido), y contra Suecia (0:1, gol de Fredrik Ljungberg a los 89') dejaron a Paraguay eliminada de la Copa del Mundo. Solamente pudieron ver la victoria en Alemania 2006 ya estando eliminados, contra la selección de Trinidad y Tobago (2:0, con autogol de Sancho, y gol de Nelson Cuevas, quien este último terminaría siendo el máximo goleador de Paraguay en la historia de los Mundiales).
El cuartel de la selección paraguaya durante su estadía en Alemania ha sido en la Escuela deportiva de la ciudad de Oberhaching, de la provincia alemana de Baviera.

### Primera fase
| Equipo            | Pts | PJ | PG | PE | PP | GF | GC | Dif |
| ----------------- | --- | -- | -- | -- | -- | -- | -- | --- |
| Inglaterra        | 7   | 3  | 2  | 1  | 0  | 5  | 2  | +3  |
| Suecia            | 5   | 3  | 1  | 2  | 0  | 3  | 2  | +1  |
| Paraguay          | 3   | 3  | 1  | 0  | 2  | 2  | 2  | 0   |
| Trinidad y Tobago | 1   | 3  | 0  | 1  | 2  | 0  | 4  | -4  |

| 10 de junio de 2006, 15:00 | Paraguay | 0:1 (0:1) | Inglaterra        | Waldstadion, Fráncfort                                                       |                                                                              |
|                            |          | Reporte   | Gamarra 2' (a.g.) | Asistencia: 48.000 espectadores Árbitro(s): Marco Antonio Rodríguez (México) | Asistencia: 48.000 espectadores Árbitro(s): Marco Antonio Rodríguez (México) |

| 15 de junio de 2006, 21:00 | Paraguay | 0:1 (0:0) | Suecia        | Estadio Olímpico, Berlín                                              |                                                                       |
|                            |          | Reporte   | Ljungberg 89' | Asistencia: 72.000 espectadores Árbitro(s): Luboš Michel (Eslovaquia) | Asistencia: 72.000 espectadores Árbitro(s): Luboš Michel (Eslovaquia) |

| 20 de junio de 2006, 21:00 | Paraguay                       | 2:0 (1:0) | Trinidad y Tobago | Fritz-Walter-Stadion, Kaiserslautern                                 |                                                                      |
|                            | Sancho 25' (a.g.) · Cuevas 86' | Reporte   |                   | Asistencia: 46.000 espectadores Árbitro(s): Roberto Rosetti (Italia) | Asistencia: 46.000 espectadores Árbitro(s): Roberto Rosetti (Italia) |

## Jugadores
Datos corresponden a situación previo al inicio del torneo (junio de 2006)
| #  | Nombre                  | Dep | Posición      | Edad | PJ Sel | Club                    |
| -- | ----------------------- | --- | ------------- | ---- | ------ | ----------------------- |
| 1  | Justo Villar            |     | Portero       | 28   | 39     | Newell's Old Boys       |
| 2  | Jorge Núñez             |     | Defensa       | 28   | 15     | Estudiantes de La Plata |
| 3  | Delio Toledo            |     | Defensa       | 29   | 30     | Real Zaragoza           |
| 4  | Carlos Gamarra          |     | Defensa       | 35   | 106    | Palmeiras               |
| 5  | Julio César Cáceres     |     | Defensa       | 26   | 32     | River Plate             |
| 6  | Carlos Bonet            |     | Mediocampista | 28   | 29     | Club Libertad           |
| 7  | Salvador Cabañas        |     | Delantero     | 24   | 15     | Jaguares de Chiapas     |
| 8  | Edgar Barreto           |     | Mediocampista | 21   | 15     | NEC Nijmegen            |
| 9  | Roque Santa Cruz        |     | Delantero     | 24   | 42     | Bayern de Múnich        |
| 10 | Roberto Acuña           |     | Mediocampista | 34   | 93     | Deportivo La Coruña     |
| 11 | Diego Gavilán           |     | Mediocampista | 26   | 39     | Newell's Old Boys       |
| 12 | Derlis Gómez            |     | Portero       | 33   | 5      | Sportivo Luqueño        |
| 13 | Carlos Humberto Paredes |     | Mediocampista | 29   | 68     | Reggina Calcio          |
| 14 | Paulo da Silva          |     | Defensa       | 26   | 33     | Club Toluca             |
| 15 | Julio Manzur            |     | Defensa       | 24   | 13     | Santos                  |
| 16 | Cristian Riveros        |     | Mediocampista | 23   | 9      | Club Libertad           |
| 17 | José Montiel            |     | Mediocampista | 18   | 6      | Olimpia de Asunción     |
| 18 | Nelson Haedo Valdez     |     | Delantero     | 22   | 11     | Werder Bremen           |
| 19 | Julio dos Santos        |     | Mediocampista | 23   | 17     | Bayern de Múnich        |
| 20 | Dante López             |     | Delantero     | 22   | 7      | Genoa                   |
| 21 | Denis Caniza            |     | Defensa       | 31   | 74     | Cruz Azul               |
| 22 | Aldo Bobadilla          |     | Portero       | 30   | 5      | Club Libertad           |
| 23 | Nelson Cuevas           |     | Delantero     | 26   | 35     | Pachuca                 |
| DT | Aníbal Ruiz             |     |               | 64   |        |                         |

### Participación de jugadores
| #  | Nombre                  | Posición      | PJ | Min |   | Asist | Tiros  | Faltas |   |   |
| -- | ----------------------- | ------------- | -- | --- | - | ----- | ------ | ------ | - | - |
| 2  | Jorge Núñez             | Defensa       | 3  | 189 | 0 | 0     | 4      | 2-5    | 1 | 0 |
| 3  | Delio Toledo            | Defensa       | 1  | 81  | 0 | 0     | 0      | 5-0    | 0 | 0 |
| 4  | Carlos Gamarra          | Defensa       | 3  | 270 | 0 | 0     | 0      | 3-1    | 0 | 0 |
| 5  | Julio César Cáceres     | Defensa       | 3  | 256 | 0 | 0     | 0      | 3-1    | 0 | 0 |
| 6  | Carlos Bonet            | Mediocampista | 2  | 147 | 0 | 0     | 1      | 3-3    | 0 | 0 |
| 7  | Salvador Cabañas        | Delantero     | 0  | 0   | 0 | 0     | 0      | 0-0    | 0 | 0 |
| 8  | Edgar Barreto           | Mediocampista | 2  | 100 | 0 | 0     | 9      | 4-6    | 1 | 0 |
| 9  | Roque Santa Cruz        | Delantero     | 3  | 242 | 0 | 1     | 7      | 3-0    | 0 | 0 |
| 10 | Roberto Miguel Acuña    | Mediocampista | 3  | 270 | 0 | 0     | 2      | 1-3    | 0 | 0 |
| 11 | Diego Gavilán           | Mediocampista | 0  | 0   | 0 | 0     | 0      | 0-0    | 0 | 0 |
| 13 | Carlos Humberto Paredes | Mediocampista | 3  | 270 | 0 | 0     | 6      | 4-11   | 2 | 0 |
| 14 | Paulo da Silva          | Defensa       | 1  | 2   | 0 | 0     | 0      | 0-0    | 0 | 0 |
| 15 | Julio Manzur            | Defensa       | 1  | 14  | 0 | 0     | 0      | 1-0    | 0 | 0 |
| 16 | Cristian Riveros        | Mediocampista | 2  | 151 | 0 | 0     | 2      | 3-2    | 0 | 0 |
| 17 | José Montiel            | Mediocampista | 0  | 0   | 0 | 0     | 0      | 0-0    | 0 | 0 |
| 18 | Nelson Haedo Valdez     | Delantero     | 3  | 245 | 0 | 0     | 11     | 8-4    | 1 | 0 |
| 19 | Julio Dos Santos        | Mediocampista | 2  | 119 | 0 | 0     | 0      | 1-4    | 1 | 0 |
| 20 | Dante López             | Delantero     | 1  | 28  | 0 | 0     | 0      | 3-2    | 0 | 0 |
| 21 | Denis Caniza            | Defensa       | 3  | 268 | 0 | 0     | 1      | 5-3    | 1 | 0 |
| 23 | Nelson Cuevas           | Delantero     | 2  | 48  | 1 | 0     | 2      | 0-0    | 0 | 0 |
| #  | Nombre                  | Posición      | PJ | Min |   | Prom. | Atajos | Faltas |   |   |
| 1  | Justo Villar            | Portero       | 1  | 7   | 1 | 1     | 0      | 0-0    | 0 | 0 |
| 12 | Derlis Gómez            | Portero       | 0  | 0   | 0 | 0     | 0      | 0-0    | 0 | 0 |
| 22 | Aldo Bobadilla          | Portero       | 3  | 263 | 1 | 0,33  | 15     | 0-0    | 0 | 0 |